# Aechmea dichlamydea
Aechmea cylindrata é uma espécie de planta da família das bromeliáceas.

## Sinônimos
- Platyaechmea dichlamydea - (Baker) L.B.Sm. & W.J.Kress